# Wilhelm Kaisen
Carl Wilhelm Kaisen, né le 22 mai 1887 à Hambourg et mort le 19 décembre 1979 à Brême, est un homme politique social-démocrate allemand qui est maire de la ville de Brême.

## Parcours politique
De 1928 à 1933, il est membre du Bürgerschaft de Brême. Après la fin de la Seconde Guerre mondiale, les représentants des forces d'occupation américaines le renomment au Sénat de Brême, pour ensuite le promouvoir maire de Brême.
Kaisen a eu une influence décisive sur la reconstruction politique et économique de la ville hanséatique jusqu'à son départ en 1965. Il prônait l'intégration de la République fédérale d'Allemagne à l'Ouest et l'unification européenne. Au sein du SPD, il a représenté publiquement des positions qui différaient sensiblement de celles de la direction du parti SPD jusqu'à la fin des années 1950. Il est un symbole de la reconstruction d'après 1945 à Brême.